# Spvg Plettenberg
Die Spvg Plettenberg (offiziell: Sportvereinigung Plettenberg 1911 e.V.) war ein Sportverein aus Plettenberg im Märkischen Kreis. Die erste Fußballmannschaft spielte ein Jahr in der höchsten westfälischen Amateurliga.

## Geschichte
Der Verein wurde am 3. Oktober 1911 als FC Hohenzollern Plettenberg gegründet. Im gleichen Jahr wurde ein Verein namens Sportvereinigung Plettenberg gegründet. Beide Vereine fusionierten Anfang 1919 zu Edelweiß Plettenberg, der sich schon wenige Monate später in Sportverein Plettenberg umbenannte. Am 5. Februar 1919 wurde mit dem FC Grüne ein weiterer Verein gegründet, der im April 1923 mit dem Sportverein zur Sportvereinigung Plettenberg 1919 fusionierte. Dieser spielte in den Jahren 1926/27 und  1931/32 für jeweils ein Jahr in der höchsten Spielklasse. 
Nach Kriegsende gelang der Spvg im Jahre 1950 der Aufstieg in die Bezirksklasse. Sechs Jahre später stieg die Mannschaft in die seinerzeit viertklassige Landesliga auf, wo die Plettenberger auf Anhieb Vizemeister hinter SuS Hüsten 09 wurden. Die Mannschaft nahm an der Aufstiegsrunde zur Verbandsliga Westfalen teil, scheiterte dort aber an Teutonia Lippstadt. Der Aufstieg gelang schließlich im Jahre 1959. Im Saisonverlauf konnte der TuS Warstein mit 11:2 besiegt werden. Die Zugehörigkeit zur höchsten westfälischen Amateurliga war jedoch nach einem Jahr beendet, als die Spvg als abgeschlagener Tabellenletzter wieder in die Landesliga zurück musste. 
Im Jahre 1965 erfolgte der Abstieg in die Bezirksklasse, ehe 1967 der Wiederaufstieg gelang. Die Plettenberger wurden auf Anhieb Vizemeister der Landesliga 2 hinter dem TuS Iserlohn. Im Jahre 1977 stieg die Spvg wieder ab und musste im Jahre 1986 den Gang in die Kreisliga A antreten. Zwei Jahre später gelang dann der Wiederaufstieg in die Bezirksliga.

## Nachfolgeverein SC Plettenberg
Am 1. Juli 1992 fusionierte die Spvg Plettenberg mit dem TuS Elsetal, den Sportfreunden Oestertal und Rot-Weiß Lennetal zum SC Plettenberg. Alle drei Fusionspartner spielten lediglich auf Kreisebene. Der neue Verein stieg prompt aus der Bezirksliga ab, schaffte aber den direkten Wiederaufstieg. Im Jahre 2005 gelang dann der Aufstieg in die Landesliga, die drei Jahre lang gehalten werden konnte. Danach ging es zurück in die Bezirksliga und 2011 weiter runter in die Kreisliga A.